# Persona trans

Bandera de l'Orgull Transgènere

Una persona trans o trans*  és aquella que s'identifica amb un gènere diferent del que se li va assignar en néixer. El terme trans engloba multitud d'identitats, inclou dones i homes transsexuals, transgènere, persones no-binàries, agèneres, travestís, entre d'altres. També es reconeixen com a trans algunes persones que practiquen el cross-dressing, performances drag-kings o drag-queens.
Els processos trans*, anomenats trànsits o transicions, involucren diversos àmbits de la vida social i personal. En concret, poden incloure un canvi de nom, reconeixement social, rol social, canvis en documents d'identitat, manera de vestir, d'expressar-se, modificacions corporals, entre d'altres. Les circumstàncies de cada trànsit varien d'una persona a una altra.
El prefix cis és l'oposat de trans i designa qui s'expressa i identifica amb el gènere que se li va assignar en néixer.

## Terminologia
Les variacions en la terminologia expliquen com diversos col·lectius trans han qüestionat, redefinit i s'han apropiat dels termes i significats, sobretot, en una lluita per evitar ser classificats com a subjectes amb un trastorn mental. Sovint institucions amb poder, com l'acadèmica, han establert les definicions de què és ser trans, arribant a esborrar la manera com les persones s'autodefineixen. La terminologia trans ha estat en el nucli de la lluita social, ja que les definicions repercuteixen en com són enteses socialment. Això explica com hi hagi hagut molts canvis en poc temps.
La forma preferent en l'actualitat en el moviment LGTBI és persona trans, ja que es considera més neutra i inclusiva que altres formes com transgènere o transsexual. No s'utilitza la paraula trans com a substantiu, perquè pot donar a entendre que la condició de trans defineix tota la identitat d'una persona, en comptes de només una de les moltes característiques d'aquesta. A la vegada, pot conduir a la idea que les persones cis estan sempre al costat de la conformitat o que persones trans i cis són tipus diferents de persones.

### Trans*
A partir de la dècada del 2010, l'asterisc després del mot trans es va estendre —sobretot a les xarxes socials, però també en associacions i publicacions— des de persones trans que volien ser reconegudes més enllà de les vivències relacionades amb el concepte de transsexualitat, vinculat a un diagnòstic psiquiàtric. Així com evitar establir jerarquies o preconcepcions del fet trans i representar l'heterogeneïtat existent. Les noves formes trans*  i trans+ es van crear amb una intenció que ja s'havia buscat amb els mots transgènere i trans. L'asterisc ha tingut més representativitat que el símbol "+", que s'utilitza també en contextos anglosaxons. Tanmateix, aquest símbol ha rebut també diverses crítiques, com per exemple, la impossibilitat de pronunciar-lo, o que representa un signe textual que es refereix a quelcom que està al peu de pàgina, com si fos en un lloc secundari, entre d'altres.

### Trans
El prefix trans va començar a utilitzar-se a la dècada del 1990 com a resposta a la dicotomia entre transsexual i transgènere, sobretot des de moviments socials que s'oposaven a considerar la transsexualitat una patologia. És una apropiació que a poc a poc va anar aconseguint espai, fins a l'actualitat, que és reconeguda més enllà de l'activisme per institucions polítiques i acadèmiques. El primer ús del terme persones trans documentat és en una conferència trans el 1974.
Les crítiques a aquest terme han estat al voltant de fixar una identitat i produir exclusions, per exemple en persones no-binàries. És per això que diverses activistes i acadèmiques han proposat mantenir el terme trans obert a múltiples significats i amb una definició reduïda.

### Transgènere
El terme transgènere va estendre's a principis de la dècada del 1990 per descriure una varietat d'identitats de gènere i comunitats dels Estats Units d'Amèrica. Prèviament, s'havia utilitzat també amb una diversitat de significats i formes de construir el terme trans + gènere, provinents d'entorns socials també molt variats. L'ús més antic del concepte que es té constància és en la segona edició del llibre Sexual Hygiene and Pathology (1965) del psiquiatra John F. Oliven. En aquesta obra, F. Oliven va proposar substituir el terme transexualism per transgenderism, perquè considerava que la sexualitat no era la raó que portava a fer una transició, sinó el gènere.
A finals de la dècada del 1960, l'activista californiana Virginia Prince va emprar la paraula transgenderal per referir-se a les dones que, com ella, no intentaven canviar de sexe a través de mitjans quirúrgics, però que tanmateix assumien les convencions típicament associades a les dones. En un article de disset pàgines publicat a la revista Transvestia (1969) explicava també que, si bé hi havia persones que se sentien incòmodes amb el gènere masculí i amb el sexe masculí, la gran majoria que buscava cirurgia no ho necessitava per viure satisfactòriament, sinó que els era suficient adaptar la seva expressió de gènere. Prince ho explicava així:
| «                 | (anglès) It is not logical to change sex if gender adjustment is adequate nor to try to change gender by surgery if the sexual apparatus is functioning. […] I, at least, know the difference between sex and gender and have simply elected to change the latter and not the former. If a word is necessary, I should be termed a “transgenderal.” | (català) No és lògic canviar de sexe si ajustar el gènere és suficient, ni tampoc canviar de gènere a través de la cirurgia si l'aparell sexual funciona. […] Jo, almenys, coneixo la diferència entre sexe i gènere i he elegit simplement canviar el segon i no el primer. Si una paraula és necesària, se m'hauria d'anomenar "transgenderal". | » |
| — Virginia Prince | | |   |

A la dècada del 1970, l'ús del compost trans + gènere va intensificar-se. L'abril de 1970 el diari TV Guide va utilitzar el terme transgendered per descriure la protagonista transsexual de la pel·lícula Myra Breckinridge, basada en el llibre homònim de Gore Vidal. El març de 1974, els psiquiatres Robert L. Hatcher i M. Jofeph Pearson van publicar el capítol «Psychiatric evaluation for transgender surgery» en el llibre A Practical Handbook of Psychiatry on explicaven les diferències quirúrgiques entre el transvestisme i la transsexualitat. Aquell mateix any, F. Oliven va tornar a utilitzar trangènere, però aquesta vegada com a terme que incloïa tant el transvestisme com la transsexualitat. Poc després, l'activista estatunidenca Ariadna Kane va publicar l'article «The TV-TG-TS Phenomenon» a la revista Gay Community News (1974). Kane va descriure les diverses realitats compreses en els termes transvestie, transgenderist i transsexual. En particular, va descriure transgenderist de la següent manera:
| «              | (anglès) Type III is the transgenderist. He is a person whose sex is male, but whose gender is split between masculine and feminine atributes and feelings. He expresses his masculine feelings by doing those things our society expects of a man. He expresses his femenine feelings by dressing completly as a woman, and behaving in ways considered by society as female. He does this in the privacy of his home, if he can, or at a neutral place among a few friends who share and undesrand his feelings. He is generally married, but has bisexual tendencies. He prefers the company of those who undesrtand and accept both aspects of his gender personality. | (català) El tipus III és el transgendersit. És una persona que el seu sexe és masculí, però que el seu gènere està dividit entre atributs i sentiments masculins i femenins. Expressa els seus sentiments masculins fent aquelles coses que la nostra societat espera d'un home. Expressa els seus sentiments femenins vestint-se completament com a dona, i comportant-se de maneres que la societat considera de dones. Fa això en la privacitat de casa seva, si pot, o en un lloc neutral entre alguns amics que comparteixen i entenen els seus sentiments. Generalment està casat, però té tendències bisexuals. Prefereix la companyia d'aquells que entenen i accepten els dos aspectes de la seva personalitat de gènere. | » |
| — Ariadne Kane | | |   |

L'any següent, Sandy Mesics publicava l'article «The Transgenderist Explained» a la revista Female Impersonator News (1975) on utilitzava el terme de manera similar a Kane. Mesics considerava que mentre el transvestisme era atracció per la roba femenina, el transgenerisme consistia en aconseguir una suplantació de la feminitat tant completa com fos possible. Involucrava també ser reconeguda socialment com a dona i, de manera ocasional, usar el tractament hormonal per accentuar la feminitat i desenvolupar un cos més femení.
| «              | (anglès) It seems clear that the transgenderist straddles the already unclear line between the transvestite and the transexual. He shows characteristics of both, but yet manifests differences which set him apart from either group. Clear lines of demarcation simply do not exist when dealing with the human being. | (català) Sembla clar que trangenderist encamella la línia ja poc clara entre transvestite i transexual. Mostra característiques dels dos, però tanmateix manifesta diferències que l'aparten d'aquests grups. Línies clares de demarcació simplement no existeixen quan es tracta de l'ésser humà. | » |
| — Sandy Mesics | | |   |

Així mateix, Prince va utilitzar la paraula trangenderist en l'article «The "transcendents" or "trans" people» (1978) per diferenciar trangènere de transvestisme i transsexualitat, i ho definia com aquelles persones que han adoptat les manifestacions exteriors del sexe oposat a temps complet, però sense cap intervenció quirúrgica
| «                 | (anglès) Thus they are what may rightly be termed "male women." To digest this term you will have to really understand the idfference between sex and gender, i.e. between female and woman. Such persons have transcended the gender barrier completely. | (català) Així que són el que es pot anomenar certament "mascle dona". Per digerir aquest terme hauràs de comprendre realment la diferència entre sexe i gènere, és a dir, entre femella i dona. Aquestes persones han transcendit completament la barrera de gènere. | » |
| — Virginia Prince | | |   |

En castellà, la discussió entorn aquest terme s'ha centrat en diferenciar les persones transsexuals de les transgènere, sent les primeres aquelles que han realitzat processos de reassignació sexual. A Espanya, més concretament, on el terme transsexualitat s'utilitzava en un sentit ampli, el terme transgènere ha tingut un ús subaltern i quan s'ha utilitzat ha sigut per allunyar-se del paradigma patologitzador i binari.
En el context anglosaxó actual, aquest terme ha perdut les connotacions polítiques i és utilitzat com a hiperònim, és a dir, de manera similar que el terme trans o trans* . Tanmateix, com algunes formulacions de transgènere han exclòs intencionadament les persones que s'han operat, s'ha qüestionat la seva funcionalitat com a terme que abraci totes les identitats trans.

### Transsexual
El concepte de transsexualitat va desenvolupar-se gràcies als avenços en endocrinologia i cirurgia plàstica que van permetre les operacions de reassignació sexual. A la dècada de 1950, el sexòleg estatunidenc David Cauldwell va encunyar aquesta terme i Harry Benjamin, també sexòleg i endocrinòleg estatunidenc, va popularitzar-lo per designar les persones que «se senten del sexe contrari i desitgen modificar el seu cos quirúrgicament per assemblar-se a les persones del sexe oposat». La transsexualitat estableix doncs la reassignació sexual com a prioritat principal, entenent-ho com una necessitat inevitable determinada per factors biològics. Amb aquesta premissa, la cerca d'un tractament hormonal i quirúrgic és necessari per aconseguir la identitat auto-percebuda i el reconeixement social.
A partir de la dècada de 1970, la transsexualitat va incrementar la seva acceptació i va començar a institucionalitzar-se. La seva legitimació a partir de la medicina va influir en dos sentits. Per una banda, va facilitar introduir lleis que permetien modificar les dades d'identificació de les persones trans i donar-los accés a tractaments hormonals i quirúrgics. Per altra banda, el discurs mèdic i biològic va donar seguretat a les persones trans i va permetre avançar en front de l'imaginari anterior. Tanmateix, el rol de la medicina amb les persones trans ha sigut molt controvertit, ja sigui pel fet de considerar-les persones amb un trastorn mental, amb l'estigma que suposa, com pels processos degradants als quals s'han de sotmetre per obtenir el diagnòstic.
A Espanya, el terme més utilitzat a la dècada de 1990 era travestí, mentre que transsexual era utilitzat només per activistes més informades. La distinció entre persones trans operades o no tenia molta menys rellevància que en països anglosaxons.